# 117 aC
El 117 aC va ser un any del calendari romà prejulià. Durant la República i l'Imperi Romà es coneixia com l'Any del Consolat de Metel i Escèvola o també any 637 Ab urbe condita o de la fundació de la ciutat). L'ús del nom «117 aC» per referir-se a aquest any es remunta a l'alta edat mitjana, quan el sistema Anno Domini va ser el mètode de numeració dels anys més comú a Europa.

## Esdeveniments

### Antic Egipte
- Ptolemeu IX Làtir, el fill gran de Ptolemeu VIII Evergetes II i de Cleòpatra III, a la mort del seu pare, la seva mare l'associa al regne d'Egipte.[2]

### República Romana
- Luci Cecili Metel Diademat i Quint Muci Escèvola són elegits cònsols.[3]
- Cecili Metel, que portava l'agnomen de Diademat perquè duia una cinta al cap que li tapava una úlcera, realitza durant el seu consolat diverses obres públiques, entre elles la Via Cecília, que surt de la via Salària a uns 35 km. de Roma i va per Amiternum fins a la costa Adriàtica.[4]

### Numídia
- Adhèrbal, fill de Micipsa, quan Jugurta assassina al seu germà Hiempsal I, fuig a Roma, i els romans el restableixen a la part del regne sobre el que governava.[5]

## Naixements
- Ptolemeu XII Auleta, rei d'Egipte del 80 aC al 58 aC i del 55 aC al 51 aC.[6]

## Necrològiques
- Hiempsal I, un dels hereus de Micipsa rei de Numídia, mort per un contingent armat a casa seva per ordre de Jugurta.[7]